# Philippe LeJeune (pianiste)
Pour les articles homonymes, voir Philippe Lejeune et Lejeune.
Philippe LeJeune (né le 6 février 1954 à Eu) est un musicien français, pianiste de jazz, blues et boogie-woogie.

## Biographie
À 14 ans, après des études de piano classique aux Conservatoires de Rouen et de Reims, il s'est tourné en autodidacte vers le blues, à la suite d'un concert de Memphis Slim. Son style allie blues et jazz, mais il excelle aussi dans le boogie-woogie. Se produit en concerts et clubs avec son trio ou quartet en Europe et effectue des tournées régulières aux États-Unis. Son nom rentre en 2001 dans le prestigieux 'New Grove Dictionary of Jazz'(edition Berry Kernfeld).

## Discographie
- "Cleveland Getaway" (2019)
- "Groovin'Blues"(2012)
- "Night Mist Blues"(2008)
- "Solo Piano"(2005)
- "Blues Inspiration"(2003)
- "Piano Groove"(1999)
- "Live At Blue Moon" (1989) - label Black & Blue / Socadisc.
- "100% Blues & Boogie-Woogie" (1995)
- "Jazz Blues & Boogie Woogie in Chicago" (1993)
- "Dialog In Boogie / Memphis Slim & Ph.LeJeune (1980)